# Les Clouzeaux
Les Clouzeaux korábbi község Franciaország Loire mente régiójában, Vendée megyében. 2016. január 1-jén Aubigny korábbi községgel egyesült és az így létrejött Aubigny-Les Clouzeaux új község része lett.
Lakosainak száma 2831 fő (2018. január 1.). Les Clouzeaux Aubigny-les-Clouzeaux, Landeronde, Nieul-le-Dolent, La Roche-sur-Yon, Sainte-Flaive-des-Loups, Venansault és Aubigny községekkel határos.

## Népesség
A település népességének változása:
| Lakosok száma | 1088 | 1038 | 1630 | 1848 | 1960 | 2453 | 2591 | 2604 | 2772 | 2831 |
|               | 1962 | 1968 | 1975 | 1982 | 1990 | 2008 | 2013 | 2015 | 2017 | 2018 |